# John Suckling

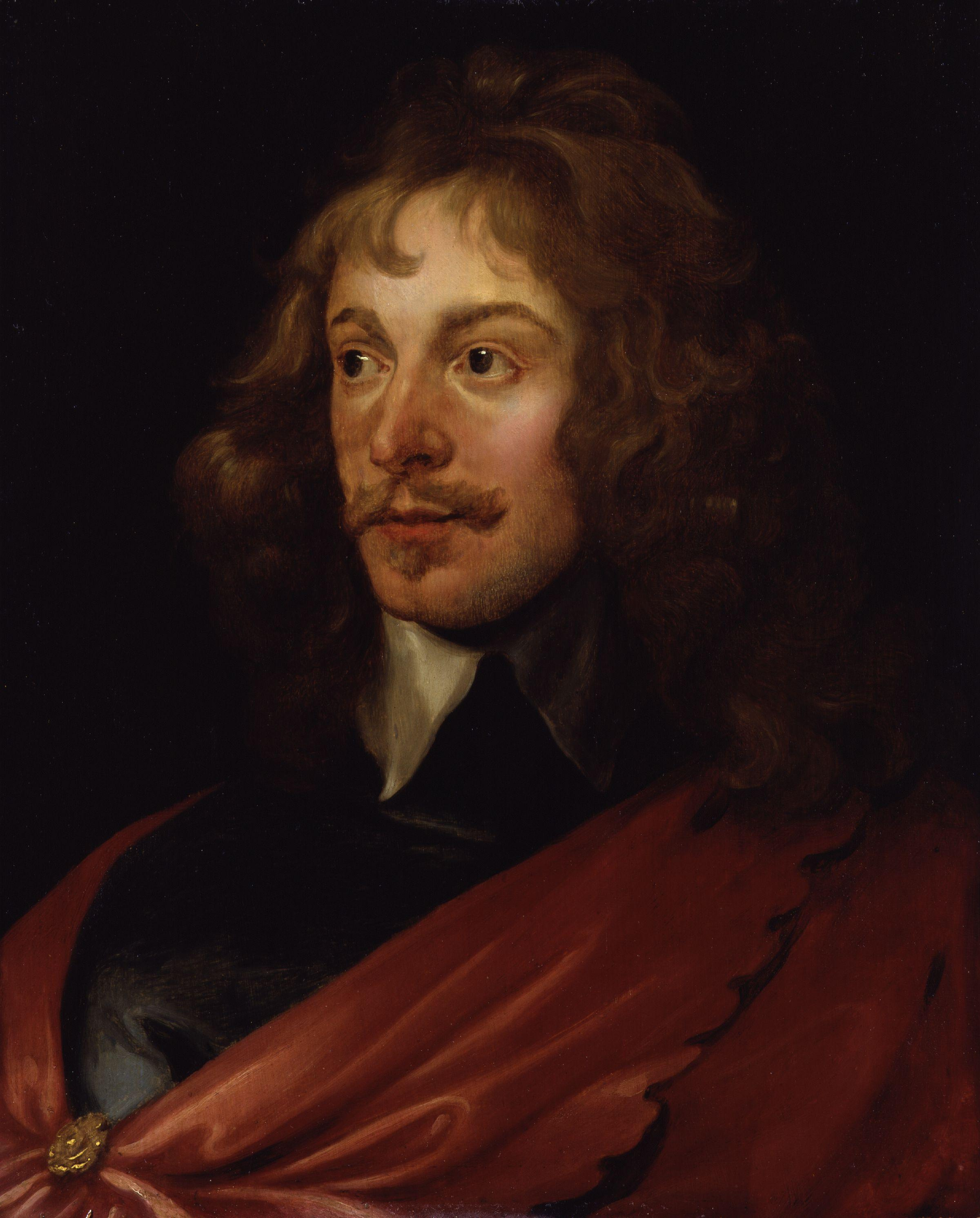
John Suckling

John Suckling (10 de febrero de 1609 – 1 de junio de 1642) fue un poeta y caballero inglés, cuyo poema más conocido es "Ballad Upon a Wedding". Escribió poemas serios, pero se le recuerda especialmente por sus poemas líricos, ligeros y cínicos como si hubiera estado improvisando. Es un poeta “galante, suave, fácil, lírico, cultivado” (Robert Barnard).  Inventó el juego de naipes denominado Cribbage.

## Biografía
Perteneció a los poetas caballeros, un grupo de poetas del siglo XVII que defendieron con las armas y la pluma al rey Carlos I de Inglaterra. Nació en Whitton (hoy parte del gran Londres) y estudió en la Universidad de Cambridge. A la muerte de su padre, un funcionario del juzgado, heredó grandes posesiones. En 1630 le fue concedido el título de sir y entró en la corte de Carlos I, donde se hizo famoso por su poesía lírica, su afición al juego y su extravagancia. 
En 1641 tomó parte en un intento fallido para rescatar a Thomas Wentworth, conde de Strafford, encarcelado en la Torre de Londres por la rebelión escocesa, a consecuencia de lo cual tuvo que huir al continente. Arruinado y desesperado, se dice que se envenenó en París el verano de 1642. Después de su muerte se reunieron muchas de sus obras con el título Fragmenta aurea (1646), que contiene obras teatrales, un tratado teológico y poemas. 
De sus cuatro obras de teatro las mejores son la tragedia Aglaura (1638) y la comedia Los duendes (1638), pero debe su fama literaria a su poesía lírica, que se distingue por su gracia e ironía, y en la que se refleja la influencia de John Donne.